# Demokratyczno-Socjalistyczna Partia Chin
Demokratyczno-Socjalistyczna Partia Chin (chiń. upr. 中国民主社会党; chiń. trad. 中國民主社會黨; pinyin Zhōngguó Shèhuì Mínzhǔdǎng) – socjaldemokratyczna partia polityczna działająca w Republice Chińskiej.
Utworzona została w Szanghaju 15 sierpnia 1946 roku, po połączeniu się Partii Narodowo-Socjalistycznej i Partii Demokratyczno-Konstytucyjnej. Wzorem swoich poprzedniczek nawiązała sojusz z Kuomintangiem. Przywódcą partii został wybrany Carsun Chang (Zhang Junmai), który wszedł w skład Zgromadzenia Konstytucyjnego i brał udział w pracach nad przyjętą w 1947 roku konstytucją Republiki Chińskiej. W 1949 roku, po zwycięstwie komunistów w wojnie domowej, struktury partii ewakuowały się wraz z rządem republikańskim na Tajwan.
W okresie tzw. białego terroru (1949–1987) funkcjonowała jako jedyna obok Partii Młodych Chin legalna, koncesjonowana partia opozycyjna, odgrywając rolę ugrupowania satelickiego rządzącego Kuomintangu. W tym okresie jej członkowie zasiadali w Yuanie Ustawodawczym i Zgromadzeniu Narodowym. Po liberalizacji systemu politycznego na Tajwanie pod koniec lat 80. partia szybko utraciła poparcie i przestała odgrywać większą rolę na scenie politycznej.
29 kwietnia 2020 roku decyzją tajwańskiego Ministerstwa Spraw Wewnętrznych z powodu niedopełnienia wymogów formalnych została wykreślona z rejestru partii politycznych.